# Ferdinando Lambruschini
Ferdinando Lambruschini (Sestri Levante, 12 aprile 1911 – Sestri Levante, 25 luglio 1981) è stato un arcivescovo cattolico italiano. È stato arcivescovo di Perugia e vescovo di Città della Pieve.

## Biografia
Nacque a Sestri Levante (parrocchia di S. Maria di Nazareth), che allora faceva parte della diocesi di Brugnato. Fu battezzato nel medesimo giorno della nascita e i genitori Domenico e Marina Maggi gli imposero i nomi di Ferdinando, Mario e Filippo.

### Formazione e ministero sacerdotale
Fu ordinato sacerdote il 7 dicembre 1933 a Roma dal cardinale vicario Marchetti Selvaggiani, dopo aver compiuto gli studi presso il seminario vescovile di Sarzana e quelli di filosofia e teologia a Roma nel pontificio seminario maggiore.
Dal 1934 al 1946 ebbe l'incarico di professore di filosofia e di teologia dogmatica nel seminario vescovile di Sarzana. Durante questi anni conseguì la laurea in filosofia presso l'Università statale di Genova (1940). Contemporaneamente fu insegnante di religione al ginnasio-liceo "Parentucelli" di Sarzana. Fu pure canonico della cattedrale di Sarzana dal 1937 al 1946.
Fu parroco-prevosto a Casarza Ligure dal 1946 al 1952, parrocchia allora della diocesi di Brugnato. Si occupò dei restauri pittorici della Chiesa, delle Missioni al popolo del 1948, dell'Azione cattolica nei vari rami, dell'organizzazione del catechismo ai piccoli, delle feste straordinarie di San Rocco e della festività quinquennale di Santa Monica del 1950.
Nel 1952 fu chiamato a Roma quale collaboratore del cardinale Alfredo Ottaviani alla congregazione del Sant'Uffizio (oggi congregazione per la dottrina della fede), ove rimase in qualità di sostituto notaro fino all'ottobre del 1957.
A Roma riprese gli studi teologici e giuridici e si laureò, sempre all'Universita Lateranense, in Teologia nel 1952 e in Diritto Canonico nel 1953.
Dal 1957 al 1968 fu docente di teologia morale presso la Pontificia Università Lateranense. Contemporaneamente gli furono affidati numerosi altri incarichi a Roma: Difensore del Vincolo, Giudice Sinodale, Esaminatore Apostolico del Clero, Direttore delle conferenze dei casi di Morale, Consultore della S.Congregazione del Concilio, Direttore del Consiglio di redazione della rivista Studi Cattolici. Nel 1960 venne chiamato a fare parte della Commissione per l'Apostolato dei laici in preparazione al Concilio Vaticano II, di cui, nel 1962, fu nominato Perito. Nel 1961 fu associato tra i membri della Commissione d'appello per la revisione dei film in vista della loro valutazione morale.
Scrisse alcuni studi di teologia morale e collaborò a numerose riviste e giornali con pregevoli lavori, dei quali si serviva per portare la discussione sul terreno libero delle idee, raccogliendo un inventario di esperienze e di suggerimenti concreti che erano testimonianza della sua acuta intelligenza, della sua vasta cultura e della volontà di servire la Chiesa, favorendo un dibattito aperto che, nel rispetto della sana dottrina, rispondesse alle esigenze intellettuali di una civiltà in cammino.
Il 29 luglio 1968 presentò ai giornalisti l'enciclica Humanae vitae di Paolo VI. Ne spiegò i motivi e cercò di attutirne l'impatto. Dichiarò: "Il Papa ha posto la conferma rigorosa all'insegnamento tradizionale, perché troppe sono le voci amplificate dai mezzi di propaganda, che contrastano con quelle della Chiesa. È stata una risposta non precipitata, un atto di coraggio, un esempio di perfetta serenità".

### Ministero episcopale
Il 15 ottobre 1968 Paolo VI lo preconizzò arcivescovo di Perugia e, dopo aver ricevuta l'ordinazione episcopale l'8 dicembre per le mani del cardinale Paolo Marella nella Basilica di San Pietro in Vaticano, il 22 dicembre fece il suo ingresso nella Chiesa di Perugia.
Trovò gravi difficoltà ad inserirsi in una Archidiocesi come Perugia; alle difficoltà generali se ne erano aggiunte di particolari e molto serie come la chiusura del seminario.
Il 3 giugno 1977 gli si aggiunse anche la nomina di vescovo di Città della Pieve.
Si distinse per alcune prese di posizione, che ebbero risonanza nazionale. Nel 1976 prese posizione a proposito dei rapporti tra l'amministrazione regionale di sinistra e le scuole cattoliche, che riteneva fossero discriminate. Nel 1981, in un'omelia tenuta in Duomo, denunciò lo sfruttamento e la discriminazione cui venivano sottoposti gli studenti che frequentavano l'Università perugina per gli stranieri.
Morì improvvisamente a Sestri Levante il 25 luglio 1981.
È sepolto nella cattedrale di Perugia a fianco dei suoi predecessori.

## Stemma
Lo stemma dell'arcivescovo riprende parzialmente il tema degli stemmi del cardinale Luigi Lambruschini, barnabita, e di mons. Giovanni Battista Lambruschini, vescovo di Orvieto, nel secolo scorso.
Essi avevano nel piano superiore tre gigli e nel piano inferiore tre grappoli d'uva.
Dietro consiglio di studiosi di araldica, mons. Ferdinando Lambruschini originario di Sestri Levante come i predetti, senza averne approfondito il grado di parentela, ha portato i tre grappoli sul piano superiore dello stemma, sostituendo i gigli su quello inferiore con due torri che si innalzano da un'isola e rappresentano la città natale.
È stato poi aggiunto il motto Ex multis unum ("Di molti uno") cui si possono attribuire diversi significati, tra i quali spicca il simbolismo eucaristico del vino ricavato da molti acini. Tale simbolismo, insieme a quello del pane composto di molti grani, già presente nei documenti della Chiesa dei primi secoli, è per se stesso un forte richiamo all'unità dei cristiani.
La presenza delle torri civiche vuole significare che il Vescovo, come del resto ogni fedele, pur appartenendo al popolo di Dio non è esente dalle responsabilità e dagli impegni della vita civica, come hanno insegnato i padri del Vaticano II.
Infine sotto entrambi gli aspetti, religioso e civile, può essere notata l'intenzione di una convergenza dei valori personali e comunitari.
Persone e comunità infatti sono reciprocamente subordinati sotto vari aspetti.

## Opere
- "La giustizia, virtù non facile" ed. Paoline - 1961
- "I sacramenti nella teologia morale e nella vita cristiana" ed. Ancora - 1964
- "Verso una nuova morale nella chiesa - Orientamenti di principio" ed. Queriniana - 1967
- "Verso una nuova morale nella chiesa - La giustizia nella teologia morale e nella vita cristiana" ed. Queriniana - 1968
- "Problemi dell'Humanae vitae" ed. Queriniana - 1968

## Genealogia episcopale e successione apostolica
La genealogia episcopale è:
- Cardinale Scipione Rebiba
- Cardinale Giulio Antonio Santori
- Cardinale Girolamo Bernerio, O.P.
- Arcivescovo Galeazzo Sanvitale
- Cardinale Ludovico Ludovisi
- Cardinale Luigi Caetani
- Cardinale Ulderico Carpegna
- Cardinale Paluzzo Paluzzi Altieri degli Albertoni
- Papa Benedetto XIII
- Papa Benedetto XIV
- Papa Clemente XIII
- Cardinale Marcantonio Colonna
- Cardinale Giacinto Sigismondo Gerdil, B.
- Cardinale Giulio Maria della Somaglia
- Cardinale Carlo Odescalchi, S.I.
- Cardinale Costantino Patrizi Naro
- Cardinale Serafino Vannutelli
- Cardinale Domenico Serafini, Cong. Subl. O.S.B.
- Cardinale Pietro Fumasoni Biondi
- Cardinale Paolo Marella
- Arcivescovo Ferdinando Lambruschini

La successione apostolica è:
- Arcivescovo Carlo Minchiatti (1969)
- Arcivescovo Giuliano Agresti (1969)
- Vescovo Carlo Urru (1971)